# Crno jezero (Zelengora)
Crno jezero je jezero u Bosni i Hercegovini i nalazi se na planini Zelengori. Smješteno na oko 1450 metara nadmorske visine. Dugo je oko 170 m, a široko oko 80 m. Najveća dubina mu je oko 3 m.